# 上林水库
上林水库是中国福建省龙岩市漳平市永福镇境内的一座水库，位于清源溪上，建于1979年。水库正常库容为974万立方米，集雨面积为19平方千米，海拔为140.4米。